# Paraguayské letectvo

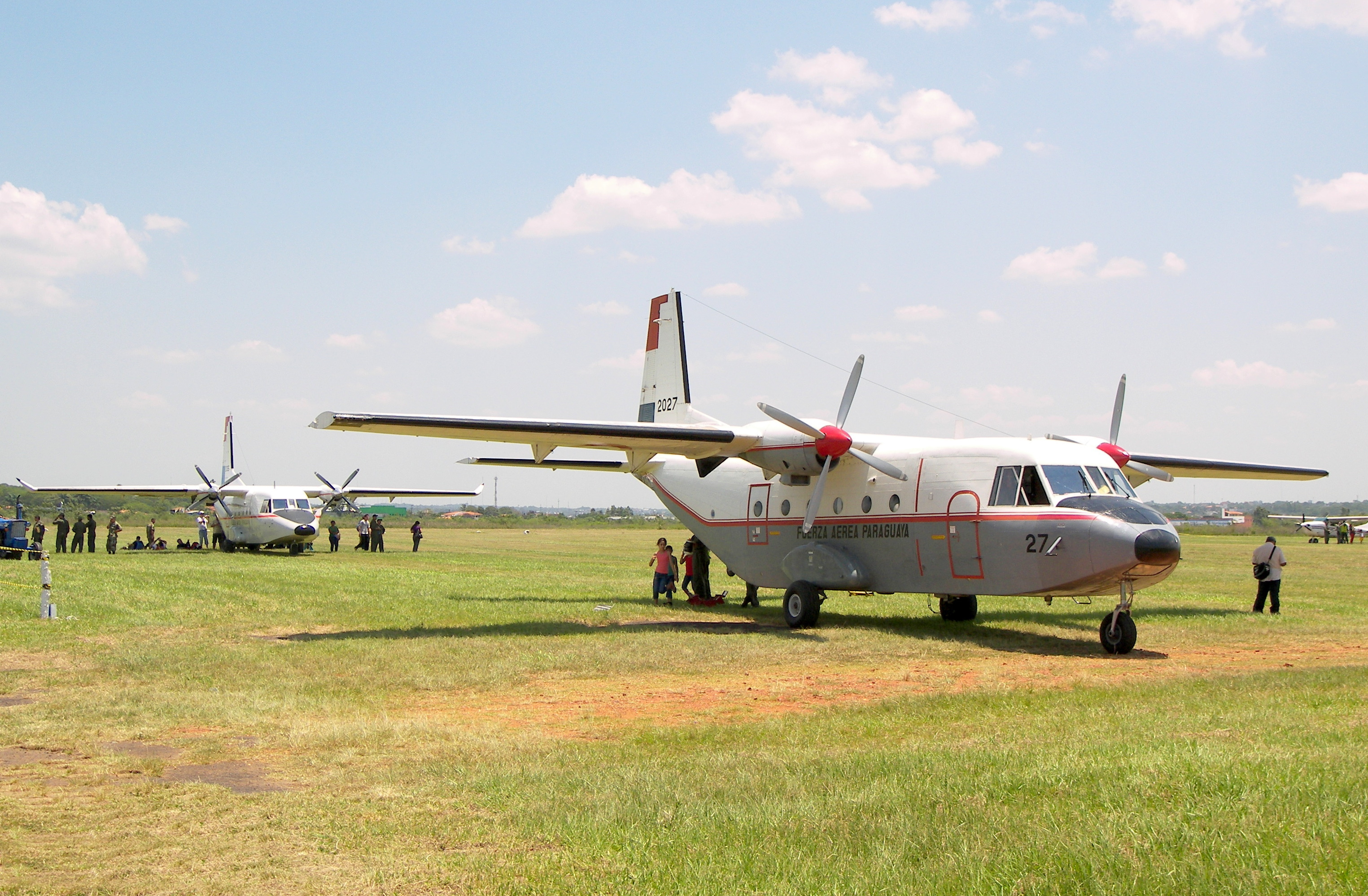
Paraguayský CASA C-212 Aviocar

Paraguayské letectvo (španělsky Fuerza Aérea Paraguaya) je vzdušná složka ozbrojených sil Paraguaye.

## Přehled letecké techniky
Tabulka obsahuje přehled letecké techniky Paraguayského letectva podle Flightglobal.com.
| Název                          | Původ                          | Určení                            | Verze                          | V aktivní službě               | Poznámky                             |                                |
| Dopravní a transportní letouny | Dopravní a transportní letouny | Dopravní a transportní letouny    | Dopravní a transportní letouny | Dopravní a transportní letouny | Dopravní a transportní letouny       | Dopravní a transportní letouny |
| ------------------------------ | ------------------------------ | --------------------------------- | ------------------------------ | ------------------------------ | ------------------------------------ | ------------------------------ |
| CASA C-212 Aviocar             | Španělsko                      | lehký transportní letoun          |                                | 4                              |                                      |                                |
| Cessna 208 Caravan             | USA                            | užitkový/lehký transportní letoun |                                | 1                              |                                      |                                |
| Vrtulníky                      |                                |                                   |                                |                                |                                      |                                |
| Eurocopter AS 350              | Francie                        | lehký užitkový vrtulník           | H125M                          | 1                              |                                      |                                |
| Bell UH-1 Iroquois             | USA                            | víceúčelový vrtulník              | UH-1H                          | 8                              |                                      |                                |
| Cvičná letadla                 |                                |                                   |                                |                                |                                      |                                |
| Embraer EMB 312 Tucano         | Brazílie                       | cvičný letoun                     |                                | 6                              | Plní i roli lehkého bojového stroje. |                                |
| ENAER T-35 Pillán              | Chile                          | letoun pro základní výcvik        |                                | 9                              |                                      |                                |